# Detektivbyrån

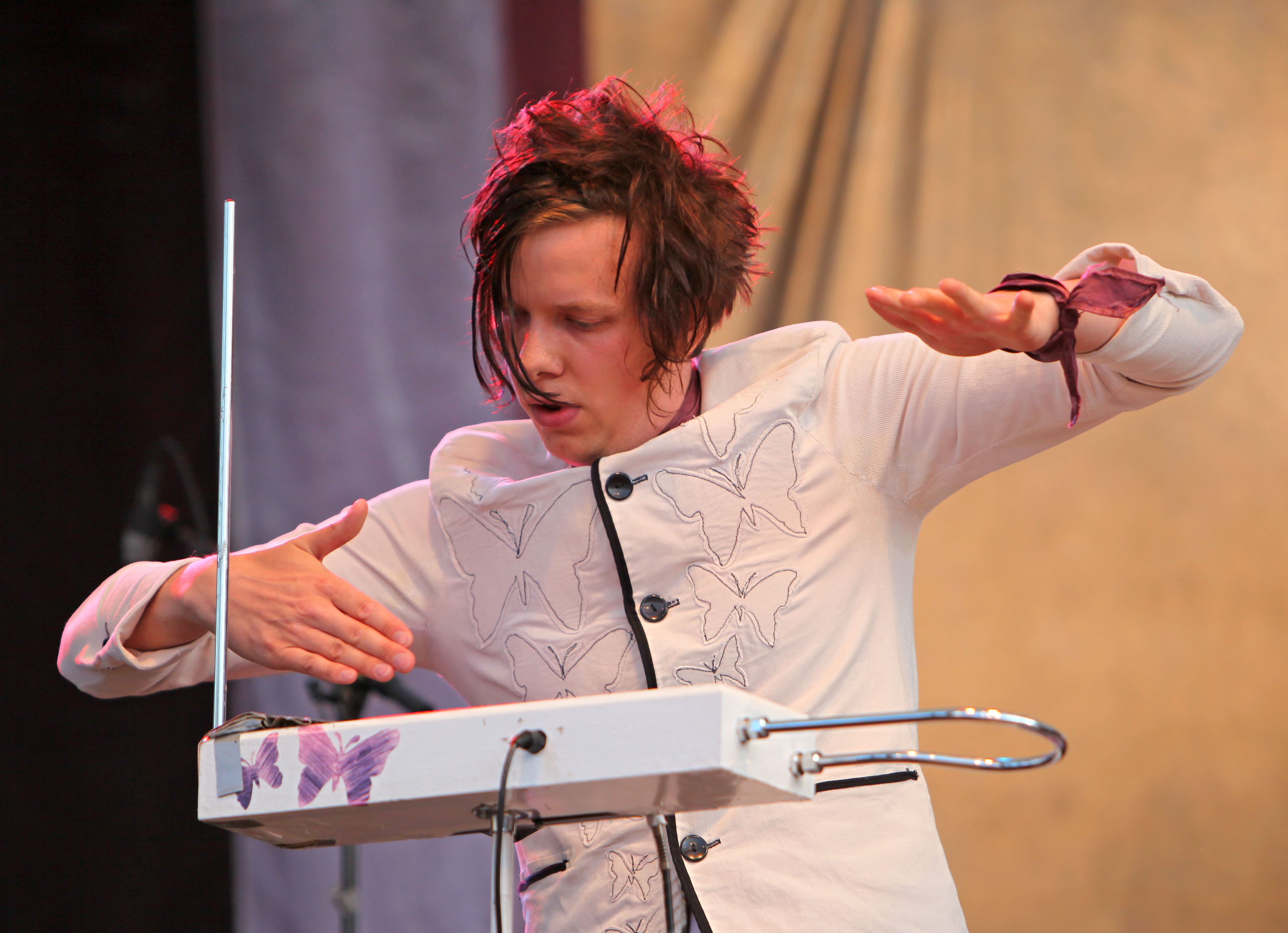
El grupo tocando en el Stockholm Pride de 2009

Detektivbyrån (en español "La Agencia de Detectives") fue una banda de música folk y electrónica originaria de Karlstad, Suecia. El grupo estuvo compuesto por Anders "Flanderz" Molin (acordeón, caja de música), Martin "MacGyver" Molin (glockenspiel, traktofon, piano, Theremín), Jon Nils Emanuel Ekström (batería, caja de resonancia, campanas), y más tarde, Marcus Sjöberg (batería).
Los tres miembros crecieron juntos en la ciudad de Karlstad, Suecia, localizada en la Provincia de Värmland, pero no formaron una banda hasta mudarse a Gothenburgo en 2005.
El uso de instrumentos inusuales como el acordeón, fue inspirado en el uso excesivo de éste en la banda sonora de Amélie, y por la influencia de las tradiciones musicales en Värmland. De igual manera, se debió a sus interpretaciones originales como músicos callejeros en el cual fue requisito poseer instrumentos portátiles como el glockenspiel.
Entre 2006 y 2008 la banda estuvo de gira y participó en varias estaciones de radio y televisión suecas, incluyendo un programa de MTV Europa.
El 3 de septiembre de 2008 Detektivbyrån lanza su primer álbum de larga duración, Wermland. La banda fue nominada a dos premios Grammis , como banda debut del año y a banda folk del año. Además fueron nominados a un premio en Manifestgalan al mejor acto en vivo del 2008.
En febrero de 2009, Jon Nils Emanuel Ekström abandona el proyecto, dejando a Marcus Sjöberg tomar su lugar, a pesar de haber estado trabajando en un posible álbum llamado "Beyond". Ekström habría sido el responsable de la batería, caja de sonido, y campanas en álbumes y conciertos de la banda. Detektivbyrån también contribuyó recientemente a la banda sonora de la película estadounidense Tenure.
En agosto de 2010, la banda se separa, e indican claramente en su sitio web sus intenciones de no continuar creando más música y conciertos bajo el nombre de Detektivbyrån.
En septiembre de 2012, Martin anuncia la producción un nuevo álbum bajo el nombre de su nueva banda, Wintergatan, la cual hace su debut en 2013. La nueva banda también incluye a Marcus Sjöberg.

## Discografía

### Álbumes
- E18 Álbum (2008) (consistiendo principalmente de Hemvägen y el sencillo Lyckans Undulat)
- Wermland (2008)

### EPs
- Hemvägen (2006)

### Sencillos
- Detektivbyrån - Hemstad (Vinilo de 7'') (2007)
- Lyckans Undulat (2007)